# Willie Johnston
Willie Johnston (Glasgow, 19 de dezembro de 1946) é um ex-futebolista escocês.

## Carreira
Integrou as equipes do Rangers FC e West Bromwich. Competiu na Copa do Mundo FIFA de 1978, sediada na Argentina, na qual a seleção de seu país terminou na 11º colocação dentre os 16 participantes.
Em seu exame anti-dopagem após o jogo contra a Seleção Peruana, acusou a presença do estimulante proibido fencamfamina. Em consequencia, foi afastado da delegação escocesa, embora alegando inocência.